# Cleiton Januário Franco
Cleiton Januário Franco (n. São Paulo, Brasil, 17 de mayo de 1985), más conocido como Kanu Cleiton es un futbolista brasileño que se desempeña como delantero y actualmente milita en el Municipal Pérez Zeledón de la Primera División de Costa Rica.
En septiembre de 2015 firma con el Municipal Pérez Zeledón de Costa Rica.

## Clubes
| Club                                               | País       | Año         |
| -------------------------------------------------- | ---------- | ----------- |
| Associação Esportiva Recreativa Engenheiro Beltrão | Brasil     | 2004 - 2005 |
| Real Brasil Clube de Futebol                       | Brasil     | 2005 - 2006 |
| Foz do Iguaçu FC                                   | Brasil     | 2006 - 2007 |
| FC Volyn Lutsk                                     | Ucrania    | 2007 - 2009 |
| Club Círculo Deportivo Ferroviarios                | Ecuador    | 2009 - 2011 |
| Londrina                                           | Brasil     | 2011 - 2012 |
| Volta Redonda Futebol Clube                        | Brasil     | 2012 - 2013 |
| Grêmio de Esportes Maringá                         | Brasil     | 2013 - 2014 |
| MAS Fez                                            | Marruecos  | 2014 - 2015 |
| Municipal Pérez Zeledón                            | Costa Rica | 2015 -      |